# TopRacers
TopRacers fue una aplicación multijugador en línea gratuito que se basaba en el manejo de un equipo de Fórmula 1. Creado por la empresa española Edenic Games. Igualmente se debe manejar la economía y la política de desarrollo e investigación de los ingenieros en las mejoras de las piezas del monoplaza. Existe la posibilidad de comprar TRC que permite las mejoras visuales del coche, nombre del equipo, convertirse en profesionales y comprar piezas especiales de la tienda. Pero cuidado porque te estafan.
Actualmente el juego se encuentra cerrado, pero están dispuestos a lanzar una versión para móvil.

## Descripción
El jugador se ponía a los mandos de una escudería de F1, en la que tenía que gestionar los aspectos económicos, deportivos y técnicos. Para ello debía escoger con sumo cuidado los fichajes no solo de los pilotos, sino también, ingenieros, mecánicos, patrocinadores. También había un departamento de investigación, para ir evolucionando las piezas del coche, alerones, motor, suspensiones, chásis, caja de cambios. Tanto el fichaje del personal, como la compra de nuevas piezas, se hacía desde un mercado de fichajes/piezas, que funcionaba como una subasta, se pujaba con una cantidad, y transcurrido el tiempo límite, la mejor puja se quedaba con la subasta. En cuanto al aspecto técnico, se debían ajustar, la dureza de las suspensiones, la inclinación de los alerones delantero y trasero, la relación de marchas de la caja de cambios e incluso la carga de combustible.
Los pilotos, tenían una serie de características/parámetros, de inicio, que iban mejorando a medida que iban participando en carreras, es decir, iban aprendiendo al ir ganando experiencia.
La competición comenzaba con 3 tandas de entrenamientos, donde en función de los tiempos obtenidos con distintas configuraciones, se lograba encontrar el setup perfecto. En este sentido influía mucho la calidad de las piezas montadas en el coche, de tal manera, que un mismo setup, no tenía porque funcionar en otra escudería con otro tipo de piezas. Después la sesión de clasificación, donde se decidía la parilla de salida y por último la carrera.
El juego disponía de un modo de visualización en 2D tanto de las tandas de entrenamiento, como la clasificación y la carrera, pero solo si se contaba con la cuenta VIP, es decir, habiendo pagado la suscripción.
Al ganar carreras, se iban encontrando mejores patrocinadores, que aportaban más dinero a la escudería para ir mejorando en fichajes de personal, compra de piezas, investigación, etc.

## Jornadas
Los GP en TopRacers se disputan en circuitos reales y se componen de 4 jornadas:
| Jornada | Evento                            | Vueltas                   | Día*                    |
| ------- | --------------------------------- | ------------------------- | ----------------------- |
| 1       | 2 tandas de entrenamientos libres | 6 vueltas                 | Miércoles 11:00 y 15:00 |
| 2       | 1 tanda de entrenamientos libres  | 6 vueltas                 | Jueves 11:00            |
| 3       | Sesión de calificación            | 8 vueltas                 | Viernes 11:00           |
| 4       | Carrera                           | Dependen de cada circuito | Viernes 20:00           |

- Puede variar según el país.

Las tandas de entrenamiento y calificación actualmente se pueden lanzar a cualquier hora hasta la hora máxima, en la cual se dan los resultados de los jugadores que hicieron esa tanda.

## Calendario
El calendario se desarrolla de la siguiente manera:
| Carrera                        | Circuito             | Temporada |
| ------------------------------ | -------------------- | --------- |
| 1. Gran Premio de Australia    | Albert Park          | Apertura  |
| 2. Gran Premio de Malasia      | Sepang               | Apertura  |
| 3. Gran Premio de Baréin       | Sakhir               | Apertura  |
| 4. Gran Premio de España       | Circuit de Catalunya | Apertura  |
| 5. Gran Premio de Turquía      | Circuito de Estambul | Apertura  |
| 6. Gran Premio de Mónaco       | Montecarlo           | Apertura  |
| 7. Gran Premio de Canadá       | Gilles Villeneuve    | Apertura  |
| 8. Gran Premio de Francia      | Magny-Cours          | Apertura  |
| 9. Gran Premio del Reino Unido | Silverstone          | Apertura  |

Al finalizar esta temporada, sin descanso se comienza la nueva temporada y se realizan los ascensos y descensos.
| Carrera                    | Circuito          | Temporada |
| -------------------------- | ----------------- | --------- |
| 1. Gran Premio de Alemania | Nürburgring       | Clausura  |
| 2. Gran Premio de Hungría  | Hungaroring       | Clausura  |
| 3. Gran Premio de Europa   | Valencia          | Clausura  |
| 4. Gran Premio de Bélgica  | Spa-Francorchamps | Clausura  |
| 5. Gran Premio de Italia   | Monza             | Clausura  |
| 6. Gran Premio de Singapur | Singapur          | Clausura  |
| 7. Gran Premio de Japón    | Fuji Speedway     | Clausura  |
| 8. Gran Premio de China    | Shanghái          | Clausura  |
| 9. Gran Premio de Brasil   | Interlagos        | Clausura  |

Al finalizar esta temporada, hay una semana de postemporada y otra de pretemporada. Al finalizar la semana de postemporada se realizan los ascensos y descensos.

## Ligas Privadas
Un complemento del TopRacers es el Paddock GP. Este es un juego que permite tener competencia contra los amigos u otros jugadores pagando una cuota por liga. Esto da una opción de cuenta profesional de 3 meses, aproximadamente 12 carreras.
El mínimo es de 2 y el máximo de 12 jugadores o lo que es lo mismo 24 coches. Se desarrolla igualmente que el TopRacers.

## Membresía
Cuenta Profesional:
Con este método, se puede cambiar el aspecto completo del equipo, desde los colores y el nombre hasta el logo. Con esta cuenta se obtienen mejoras considerables, ya que permite: agregar un sistema de ofertas automáticas en la tienda, obtener los tiempos vuelta a vuelta de los otros jugadores, entre otros.
TRC:
Estas "monedas" permite el alquiler de piezas en la tienda "TRC". También se pueden cambiar el nombre del equipo, colores, entre otros por parte separadas. Como también obtener la cuenta profesional.
Estos dos complementos se pueden pagar con PayPal, PayByCash y por llamada telefónica.
También se puede obtener TRC de forma gratuita invitando jugadores activos. Se pueden obtener hasta que el jugador no tenga un número de actividad mínima representada en porcientos.

## Crecimiento
El juego actualmente está en los 5 continentes, los países que tienen más ligas (GPN) son:
- España - 6 Divisiones (GPN1 hasta GPN6)
- Reino Unido - 5 Divisiones (GPN1 hasta GPN5)
- Argentina - 5 Divisiones (GPN1 hasta GPN5)

Al 6 de diciembre de 2009 en el juego hay 39654 miembros y 19191 miembros en Asia.
El 28 de agosto de 2012, resetearon todas la cuentas y perjudicaron a todos los usuarios que pagaban la cuenta profesional.

## Estructura
Detrás del juego existe un simulador físico que le da realismo a las configuraciones y los resultados. Lo que lo diferencia de otros juegos.
Igualmente se está implementando un visor 2D para la observación de la carrera, ya se ha implementado en el Paddock GP y en el TopRacers solo para los profesionales.